# 公孫氏
公孫氏（こうそんし）とは、中国の氏の一つ。
公孫とはその字義通り、公（諸侯）の孫を指す言葉である。公の子である公子までは公族に入れられるが、その子の公孫からは臣籍に下るため、公孫を氏とすることが多い。

## 分布
有名な公孫氏は、多くが楽浪から襄平・北平・薊など、遼東を含む河北の北部に存在する。

## 著名な人物
- 公孫僑（子産） - 春秋時代の宰相。
- 公孫包胥（申包胥） - 春秋時代末期の政治家。
- 公孫竜 - 戦国時代の思想家。
- 公孫鞅（商鞅） - 戦国時代の政治家。
- 公孫衍 - 戦国時代の縦横家。
- 公孫起（白起） - 戦国時代末期の武将。
- 公孫弘 - 前漢の政治家。
- 公孫述 - 新末後漢初の政治家。
- 公孫瓚（遼西公孫氏） - 後漢の将軍。
- 公孫度（遼東公孫氏） - 後漢の政治家。
- 公孫淵（遼東公孫氏） - 三国時代の軍人、公孫度の孫。

### 架空の人物
- 公孫勝 - 水滸伝の登場人物。